# اتنشتات
اتنشتات (به آلمانی: Ettenstatt) یک شهر در آلمان است که در وایسنبورگ-گونتسنهاوزن واقع شده‌است.

## خواهرخوانده
شهر Razvanje خواهرخواندهٔ اتنشتات هست.